# Rio dos Bons Sinais
Le Rio dos Bons Sinais, signifiant en français « rivière des bons signes », aussi appelé Quelimane, Qua-Qua ou Cuacua, est un fleuve côtier du Mozambique, qui se jette dans l'océan Indien.

## Géographie
Ce cours d'eau fut baptisé par Vasco de Gama au cours de son voyage vers l'Inde.
Il arrose la ville de Quelimane à 20 km de son embouchure.